# Carrozze SNCF tipo Corail

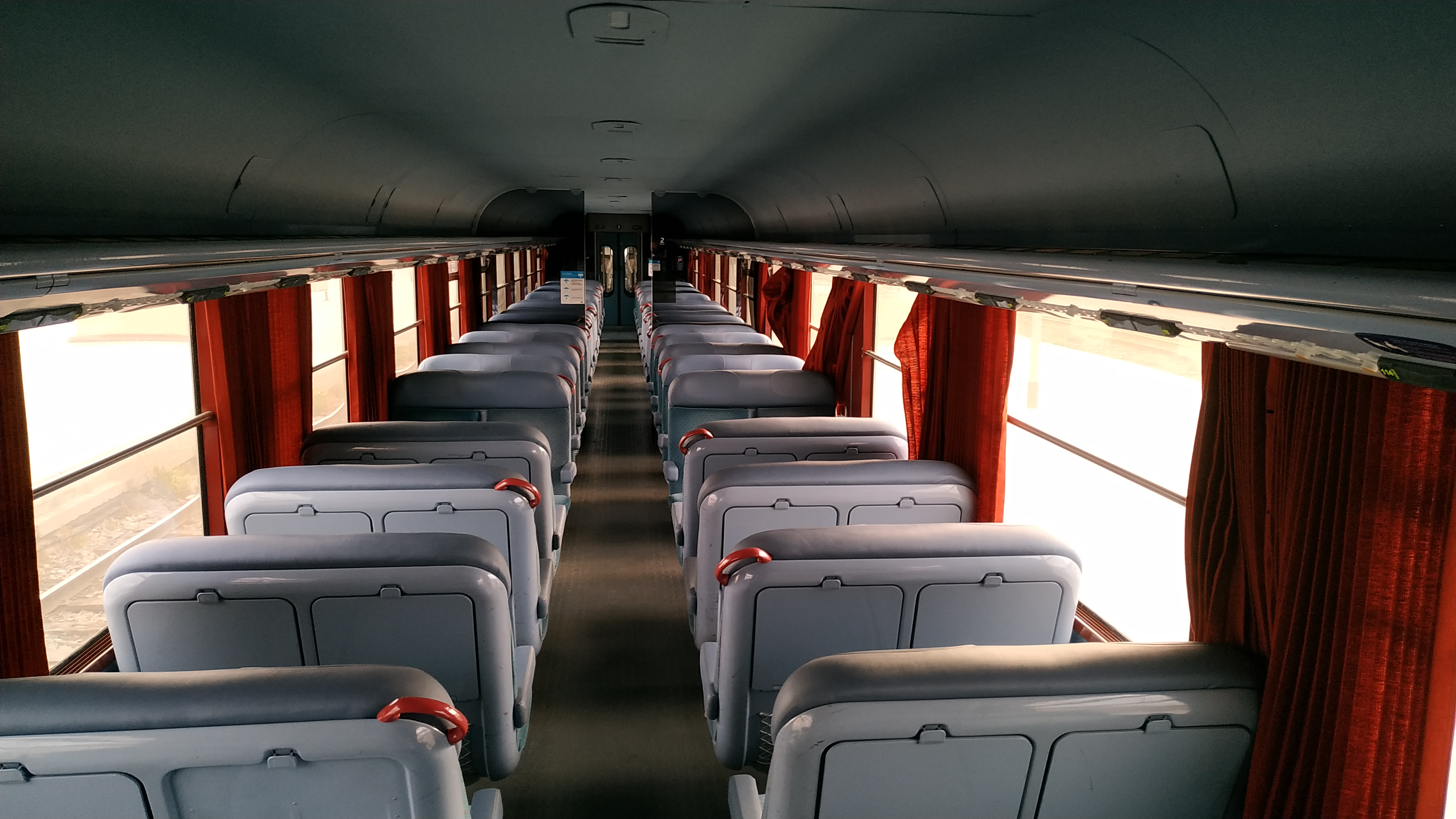
L'interno di una carrozza SNCF tipo Corail

Le carrozze Corail sono delle carrozze viaggiatori della SNCF, in servizio dal 1975.
Queste carrozze sono caratterizzate da una livrea grigio chiaro e grigio scuro con porte colorate in arancione, l'uso generale della climatizzazione e un elevato livello di comfort e insonorizzazione.
Inoltre, la velocità di questi treni è sostenuta (160 km/h o 200 km/h).
La messa in servizio di questo tipo di carrozze ha rappresentato un vero e proprio salto di qualità per i viaggiatori della SNCF.
Queste carrozze sono ancora in servizio attualmente e, in buona parte, sono stati rinnovati e ammodernati (Corail Téoz per i treni diurni, Lunéa per i treni notturni).
Il nome di battesimo "Corail", utilizzato anche per definire i treni composti con questo tipo di materiale rotabile, è la contrazione delle parole comfort (comodità) e rail (rotaia).
Le carrozze Corail sono state costruite principalmente dalla Società Franco-Belga a Raismes, (nel dipartimento Nord). La società Alstom ha anch'essa partecipato al programma realizzando l'allestimento delle carrozze di seconda classe e delle carrozze-bar.
Le carrozze Corail circolano soprattutto sulle linee a lunga percorrenza, nazionali e interregionali e il loro uso si è ridotto progressivamente con lo sviluppo delle linee TGV. Li si trova ancora su alcune tratte TER, in particolare sulla linea Interloire Orléans/Tours/Nantes, la linea Parigi - Orléans - Tours, la Parigi-Compiègne-San Quintino e la Piccardia oltre che sulla linea TER 200 in Alsazia.

## Caratteristiche tecniche
- Lunghezza fuori tutto : 26,4 m
- Larghezza : 2,825 m
- Tara : 42 t
- Numero dei posti : 2ª classe coach : 80 o 88 (secondo il tipo), 2ª classe compartimenti : 88, 1ª classe coach : 58, 1ª classe compartimenti : 54 o 60, vettura-bar : 44 (esistono anche altre configurazioni).
- Allestimento interno : tipo « coach » (vettura a salone con corridoio centrale) per i Vtu, compartimenti per i Vu
- Tipo carrello: Y 32 A
- Velocità massima : 160 km/h o 200 km/h

## Le diverse varianti
- Vu : vetture tradizionali a compartimenti. sono chiamate Vu 75, Vu 78 o Vu 84 a seconda dell'anno in cui sono state ordinate. Per riconoscerle a colpo d'occhio le porte di accesso sono situate alle estremità della carrozza.
- Vtu : vetture coach, cioè senza separazioni interne. Sono le più numerose e si riconoscono dal fatto che le toilette sono posizionate tra l'estremità del vagone e le porte di accesso.
- Eurofima: Sono il risultato di un ordine congiunto di sei compagnie ferroviarie europee (Francia, Germania, Belgio, Italia, Svizzera e Austria) per offrire materiale comune sui treni internazionali. In origine avrebbero dovuto avere una livrea comune di colore arancio ma, in breve, quelle della SNCF vennero ridipinte nella livrea tipica Corail. Questo tipo di vettura non potrebbe essere definita come una vera e propria "Corail" ma la data di costruzione (1976-1978) e le sue caratteristiche la fanno imparentare molto da vicino.

## Le carrozze Corail oggi

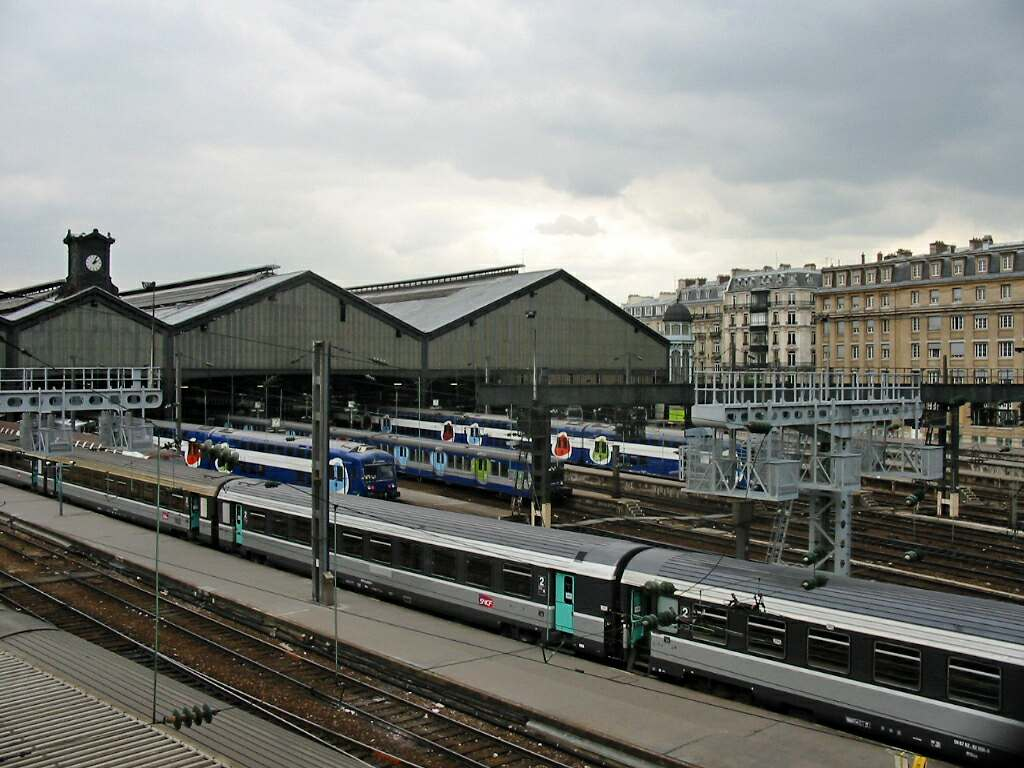
In primo piano, le carrozze di seconda classe di un treno Corail fermo alla Gare Saint-Lazare

Queste carrozze assicurano anche ai giorni nostri un servizio di qualità ma la loro immagine comincia a subire il peso degli anni e quello della concorrenza dei TGV, di conseguenza la SNCF ha deciso di modernizzarle nel 1996. È stata applicata una nuova livrea, denominata Corail plus, oltre ad essere stato ammodernato l'interno. Il grigio chiaro è stato sostituito da un grigio metallizzato, sottolineato da una riga bianca e le porte di accesso dipinte in colori diversi, verdi per la seconda classe, rosso per la prima.
Altre vetture in soprannumero sono state vendute ai consigli regionali per essere usate sui treni regionali e sono riconoscibili per le livree diverse a seconda della regione.
Resiste ancora in servizio un certo numero di vetture nella colorazione originale; si tratta perlopiù di quelle in attesa di ammodernamento o di quelle il cui destino finale non è ancora stato deciso. Non è escluso che alcune vengano radiate o vendute ad altre ferrovie, riducendone di conseguenza il numero.

## Le carrozze Corail in Portogallo
Anche le ferrovie portoghesi hanno in servizio delle carrozze Corail, fabbricate su licenza nel 1985 e soggette a riammodernamento all'inizio del XXI secolo.
La maggiore differenza consiste nell'uso da parte della società portoghese della struttura in acciaio inossidabile e sono stati utilizzati principalmente nei percorsi InterCity tra Lisbona e Porto.